# Puerto Iguazú
Puerto Iguazú è una città di confine dell'Argentina.
Si trova nella provincia di Misiones, in prossimità della triplice frontiera con Brasile e Paraguay, alla confluenza dei fiumi fiume Iguazú e Paraná.
Si tratta di un importante punto di frontiera nonché noto centro turistico, a 18 km dalle note cascate dell'Iguazú.

## Geografia
Puerto Iguazú è situata a 300 km a nord-est del capoluogo provinciale Posadas.

## Economia
Il turismo è la principale attività economica, ed alberghi e negozi costituiscono la principale fonte di posti di lavoro. L'attrattiva turistica per eccellenza sono ovviamente le vicine cascate; oltre a queste, altri siti d'interesse sono il Hito Tres Fronteras (il "Punto delle Tre Frontiere", dove si incontrano i confini di Argentina, Brasile e Paraguay, in corrispondenza della confluenza fra il Paraná e l'Iguazú) e la fiera artigianale che vi si tiene, il complesso La Arupica, il porto, il Museo Mbororé, il Parco Naturale Municipale Luis Honorio Rolón e il casinò internazionale (facente parte di un hotel).
La città dispone di un centro commerciale nei pressi del Ponte Internazionale. Nella zona del centro vi sono bar, ristoranti (la specialità locale è il surubí a la parrilla, una varietà di pesce gatto pescato nel Río Iguazú e cotto alla griglia), negozi d'abbigliamento e sportivi, locali notturni, cinema, ed ogni altro tipo di divertimento e di svago. Una piccola area è stata adibita ad isola pedonale. Per quanto riguarda l'alloggio, vi è un vasto assortimento di hotel di ogni categoria, ostelli, camping e residence con bungalow.

## Infrastrutture e trasporti

### Strade
Puerto Iguazú è il termine della strada nazionale 12, una delle principali arterie di comunicazione del Paese che unisce la provincia di Buenos Aires con tutta la regione della Mesopotamia. Oltre il confine la strada diventa l'autostrada federale BR-469. I collegamenti con l'antistante città brasiliana Foz do Iguaçu sono assicurati dal ponte Internazionale Tancredo Neves.

### Aeroporti
L'aeroporto di Puerto Iguazú dista 25 km dal centro della città ed è collegato con voli regolari alla capitale Buenos Aires.